# Себастьян Перес
Себастьян Перес (ісп. Sebastián Pérez Cardona, нар. 29 березня 1993, Енвігадо) — колумбійський футболіст, півзахисник клубу «Боавішта».
Виступав, зокрема, за клуб «Атлетіко Насьйональ», а також національну збірну Колумбії.

## Клубна кар'єра
У дорослому футболі дебютував 2011 року виступами за команду клубу «Атлетіко Насьйональ», кольори якого захищав до 2016 року.
У 2016 році Себастьян перейшов до клубу «Бока Хуніорс».
У вересні 2018 року на правах оренди перейшов до мексиканської команди «Пачука». Не провівши жодної гри у складі «Пачуки» Перес також на правах оренди перейшов до еквадорського клубу «Барселона» (Гуаякіль).
19 вересня 2020 року і також на правах оренди перейшов до португальського клубу «Боавішта».
31 серпня 2021 року підписвав із портульською командою чотирирічний контракт.

## Виступи за збірні
Протягом 2011–2015 років залучався до складу молодіжної збірної Колумбії. На молодіжному рівні зіграв у 13 офіційних матчах.
2016 року дебютував в офіційних матчах у складі національної збірної Колумбії. Наразі провів у формі головної команди країни 8 матчів, забивши 1 гол.
У складі збірної був учасником розіграшу Кубка Америки 2016 року у США, на якому команда здобула бронзові нагороди.
У травні 2018 року Переса було включено до попереднього складу збірної Колумбії з 35 гравців на чемпіонат світу 2018 року в Росії. Однак до остаточного списку він не потрапив.

## Титули і досягнення
- Чемпіон Колумбії (5):

«Атлетіко Насьйональ»: 2011 А, 2013 А, 2013 К, 2014 А, 2015 К
- Володар Кубка Колумбії (2):

«Атлетіко Насьйональ»: 2012, 2013
- Переможець Суперліги Колумбії (2):

«Атлетіко Насьйональ»: 2012, 2016
- Переможець Кубок Лібертадорес (1):

«Атлетіко Насьйональ»: 2016
- Чемпіон Аргентини (2):

«Бока Хуніорс»: 2016-17, 2017-18
Збірні
- Бронзовий призер Кубка Америки: 2016, 2021
- Чемпіон Південної Америки (U-20): 2013